# Кошелева, Маргарита Николаевна
Маргари́та Никола́евна Ко́шелева (1 декабря 1939, Москва — 11 октября 2015, Киев, Украина) — советская и украинская киноактриса.

## Биография
Родилась в Москве. В 1959 году окончила Хореографическое училище Большого театра СССР.
С 1959 года — актриса Киевской киностудии имени А. Довженко.
Скончалась от инфаркта 11 октября 2015 года в Киеве. Похоронена в Киеве на Лесном кладбище.

## Семья
Муж — Артур Иосифович Войтецкий (1928—1993), советский и украинский кинорежиссёр и сценарист. Заслуженный деятель искусств Украинской ССР. Похоронен в Киеве на Берковецком кладбище.
Сын - Кирилл Артурович Войтецкий родился в середине 60-х годов. В 1974-75-х годах отец -  режиссёр Артур Войтецкий, снимая фильм "Волны Чёрного моря", задействовал его в роли "ребёнка на морском побережье, говорящего на французском языке".

## Фильмография
- 1959 — Катя-Катюша — Римма
- 1959 — Сверстницы — Кира Богданова
- 1964 — Молчат только статуи
- 1964 — Ключи от неба
- 1965 — Вниманию граждан и организаций — Варвара Николаевна, учительница
- 1965 — Хочу верить — Рита
- 1966 — Вертикаль — Рита
- 1969 — Варькина земля — Рита
- 1971 — Лада из страны берендеев — Сцилла
- 1972 — Ночной мотоциклист — Лена Самарина
- 1975 — Волны Чёрного моря — дама
- 1975 — Не отдавай королеву — Дина
- 1976 — Аты-баты, шли солдаты… — Любаша, жена Константина
- 1976 — Не плачь, девчонка — мать Светланы
- 1977 — Рождённая революцией (9 серия, «Последняя встреча», 1 часть) — Рита Брыкина, продавец в ювелирном магазине
- 1979 — Сегодня и завтра — Вера Фёдоровна
- 1980 — Алые погоны — Татьяна Михайловна, учительница немецкого
- 1980 — «Мерседес» уходит от погони — Меланья Петровна
- 1981 — История одной любви — Надежда Павловна
- 1984 — Третий в пятом ряду — директор школы
- 1985 — Где-то гремит война — эпизод
- 1986 — Казнённые рассветы — Оришка
- 1992 — Господи, прости нас, грешных
- 1998 — Тупик — Мария